# 아카호시 다카후미
아카호시 다카후미(일본어: 赤星 貴文, 1986년 5월 27일 ~ )는 일본의 전 축구 선수로, 현역 시절 포지션은 미드필더였다.

## 선수 생활

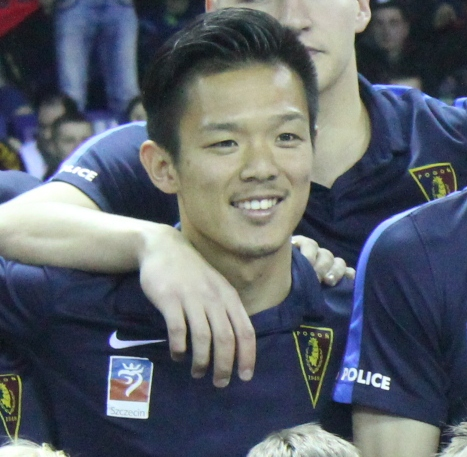
포곤 슈체친 시절 아카호시 다카후미.

아카호시 다카후미는 우라와 레드 다이아몬즈에서 프로 축구 성인 무대 데뷔전을 가졌다. 이후 미토 홀리호크에 임대되었고, 몬테디오 야마가타, 츠바이겐 가나자와 등을 거쳤다.
2010년 여름, 아카호시 다카후미는 라트비아 비르스리가의 축구단 FK 리에파야스 메탈루르크스로 이적하였다. 아카호시는 리에파야스 메탈루르크의 1군팀에 빠르게 녹아들었으며, 8월 22일 FK 벤츠필스를 상대로 첫 골을 기록하기도 하였다. 그의 뛰어난 활약은 시즌 종료 이후 비르스리가 2010년 올해의 팀의 일원으로 뽑히며, 그 공로를 인정받았다. 2011년 1월 아카호시 다카후미는 폴란드 엑스트라클라사의 포곤 슈체친으로 이적하였다.
2014년 7월 아카호시는 러시아 프리미어리그의 FC 우파와 3년 계약을 맺고 이적하였다. 8월 16일 FC 제니트 상트페테르부르크와의 경기에서 러시아 무대 데뷔전을 가졌다. 그러나 아카호시는 우파에서 단 세 경기만 출장했고, 겨울이적시장에 포곤 슈체친으로 임대되어 돌아가게 되었다.